# Суыкбулак (Дельбегетейский сельский округ)
Суыкбулак (каз. Суықбұлақ) — упразднённое село в Жарминском районе Восточно-Казахстанской области Казахстана. Входило в состав Дельбегетейского сельского округа. Код КАТО — 634453400. Ликвидировано в 2013 году.

## Население
В 1999 году население села составляло 91 человек (51 мужчина и 40 женщин). По данным переписи 2009 года, в селе проживало 50 человек (30 мужчин и 20 женщин).